# Parafia św. Andrzeja Apostoła w Wójcinie
Parafia pw. św. Andrzeja Apostoła w Wójcinie – rzymskokatolicka parafia w Wójcinie, należąca do dekanatu żarnowskiego w diecezji radomskiej.

## Historia

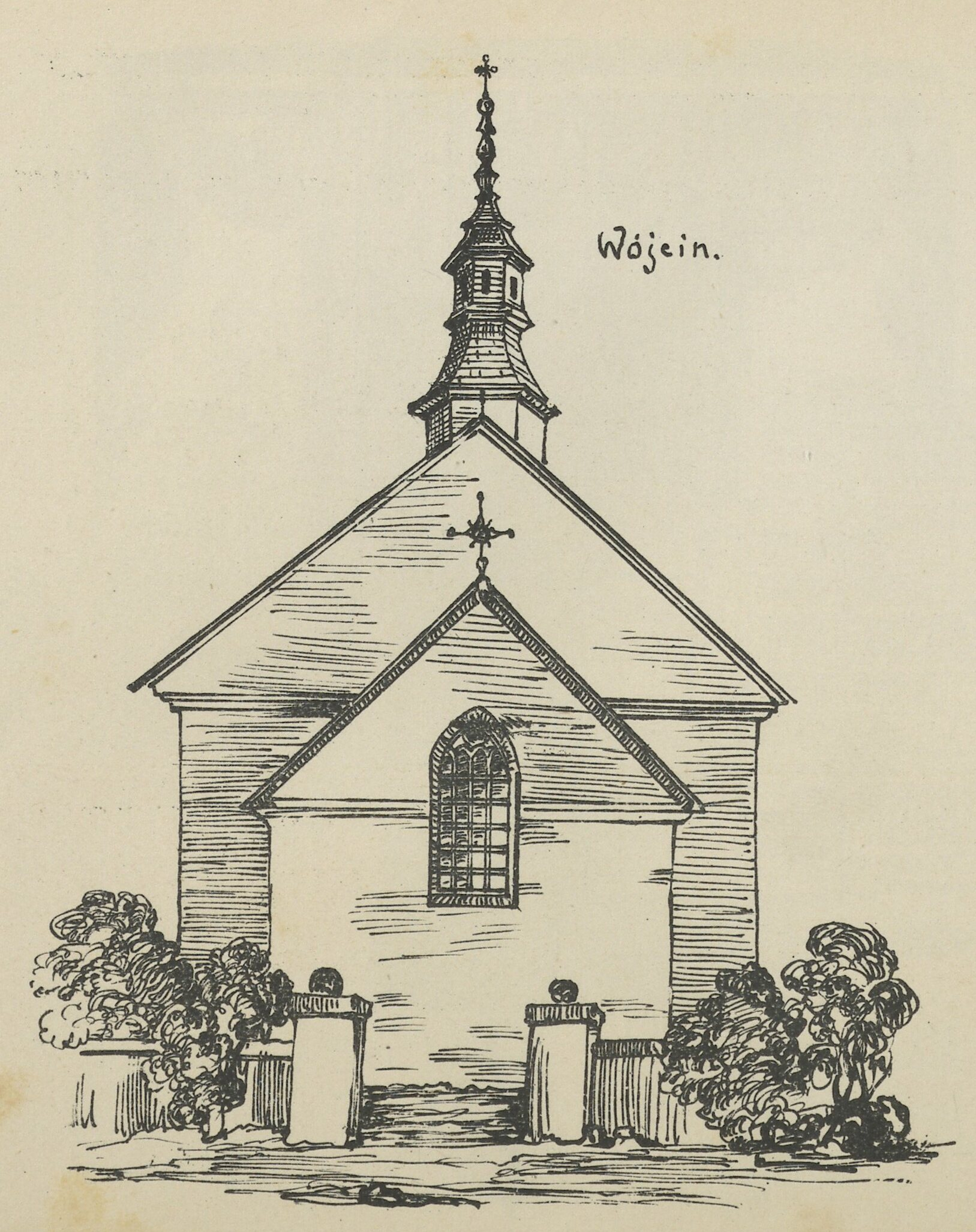
Kościół przed 1913

- Pierwotny kościół drewniany pw. św. Andrzeja, fundacji cystersów sulejowskich, i parafia powstały przed 1478. Kolejny kościół, także drewniany, pochodził z XVI w. Obecna świątynia zbudowana została w latach 1825–1826 z fundacji Wacława i Anny Glasserów. Kościół powiększono staraniem ks. Piotra Górskiego w 1881 o prezbiterium, zakrystię, skarbczyk, kruchtę i kaplicę północną. Został on znacznie zniszczony podczas I wojny światowej, a następnie odbudowany staraniem ks. Feliksa Pomorskiego. Konsekracji świątyni dokonał 17 września 1927 bp. Paweł Kubicki. Kościół jest jednonawowy, orientowany, wzniesiony z kamienia na rzucie prostokąta.

## Terytorium
Do parafii należą: Bogusławy, Honoratów, Irenów, Krasik, Mariampol, Mikułowice, Olimpiów, Piaski (Wójcin), Podgaj, Stok, Świeciechów, Władysławów (Olimpiów), Wójcin, Wójcin A, Wójcin B, Wójcinek.

## Proboszczowie
- 1945–1958 – ks. Edward Zenka
- 1958–1961 – ks. Edward Polakowski
- 1961–1964 – ks. Władysław Kateusz
- 1964–2000 – ks. kan. Henryk Sorbjan
- 2000 – 2020- ks. Wacław Sztandera
- 2020 – nadal- ks. Mirosław Sochaj